# Lunasphere
Lunasphere is het tweede album van Alchemist, uitgebracht in 1995 door Thrust en verdeeld door Shock Records.

## Track listing
1. "Soul Return" − 8:18
2. "Lunation" − 3:47
3. "Unfocused" − 6:22
4. "Luminous" − 0:49
5. "Clot" − 4:36
6. "Yoni Kunda" − 5:10
7. "My Animated Truth" − 3:34
8. "Garden of Eroticism" − 7:22
9. "Closed Chapter" − 4:58

## Band
- Adam Agius - Zanger / Gitarist / Toetsenist
- Roy Torkington - Gitarist
- John Bray - Bassist
- Rodney Holder - Drummer